# San Pietro Avellana
San Pietro Avellana är en ort och kommun i provinsen Isernia i regionen Molise i Italien. Kommunen hade 484 invånare (2018).